# Codesoso (España)
Codesoso (llamada oficialmente San Miguel de Codesoso) es una parroquia española del municipio de Sobrado, en la provincia de La Coruña, Galicia.

## Entidades de población
Entidades de población que forman parte de la parroquia (entre paréntesis el nombre oficial y en gallego si difiere del nombre en español):
- Abeledo
- Abeleiras (As Abeleiras).
- Anuqueira (A Anuqueira)
- Castro del Seijo (Castro do Seixo)
- Espiñeira (A Espiñeira)
- Fondo de Codesoso (O Fondo de Codesoso)
- Fraga (A Fraga)
- Lagoa (A Lagoa)
- Lodeiro (O Lodeiro)
- Manciñeiras
- Marco das Pías (O Marco das Pías)
- Mesón (O Mesón)
- Muradelo
- Picoto (O Picoto)
- Porto do Asno (O Porto do Asno)
- Redigode
- Rego Xangote (O Xangote)
- Vidueiros (Bidueiros)

## Demografía
| Gráfica de evolución demográfica de Codesoso entre 2000 y 2019 |
|                                                                |
| Datos según el nomenclátor publicado por el INE.               |